# 1959 en dadaïsme et surréalisme
Pour l'année, voir 1959.
 Chronologie de dada et du surréalisme 
- 1955
- 1956
- 1957
- 1958
- 1959
- 1960
- 1961
- 1962
- 1963

Cet article présente les faits marquants de l'année 1959 en dadaïsme et surréalisme.

## Janvier
- André Breton, Minuit juste, poème-objet[1]
- André Breton & Elisa Claro, Bouquet, boîte surréaliste[1]

## Février
- 27 février
Exposition Augustin Cárdenas à Paris, galerie La Cour d'Ingres. La préface du catalogue est d'André Breton[2].

- André Breton & Joan Miró, Constellations, chez Pierre Matisse à New York, texte achevé depuis le 7 novembre 1958[3].

## Juin
- 5 juin
André Breton et ses amis perturbent l'inauguration d'un monument dédié à la mémoire de Guillaume Apollinaire, à Saint-Germain-des-Prés[3].
- André Breton signe le tract Messages des surréalistes aux intellectuels polonais qui sera lu lors de l'exposition Phases organisée par Edouard Jaguer en Pologne[4].

## Septembre
- 18 septembre
Mort de Benjamin Péret[5].

- 24 septembre

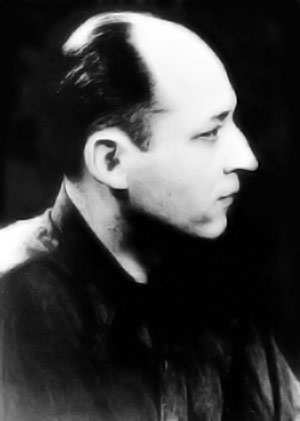
Benjamin Péret

Suicide de Wolfgang Paalen[5].

## Octobre
- 2 octobre
Suicide de Jean-Pierre Duprey[5].

## Décembre
- 2 décembre
Dans l'appartement de Joyce Mansour, Jean Benoît présente son Exécution du testament du marquis de Sade[6],[7]. Au terme de cette présentation, Jean Benoît s'applique sur la poitrine un fer rougi portant les quatre lettres SADE et le peintre Matta en fait de même[8].

- 15 décembre
Exposition internationale du surréalisme dédiée à Éros, à la Galerie Daniel Cordier[9],[10].
Œuvres exposées[11] :
  - L'affiche reprend Masculin-Féminin de Mimi Parent[12].
  - Élisa Claro, La Loi du vison, boîte surréaliste,
  - Marcel Duchamp, Boîte alerte (Missives lascives), emballage de carton vert ayant la forme d'une boîte à lettres et contenant, dans sa version de luxe, non seulement le catalogue de l'exposition mais 27 œuvres de divers artistes : lettres, collages, pénis d'étoffe, touffe de fausse fourrure, disque 45-Tours[13],
  - Maria Martins, Brûlant de ce qu'il brûle, sculpture[14],
  - Meret Oppenheim présente Le Festin : sur une table, allongée, une femme nue au visage doré le corps couvert de victuailles et entourée de mannequins représentant des hommes[15],
  - Meret Oppenheim, Méduse, sculpture[16],
  - Mimi Parent, Crypte du fétichisme, installation : ensemble d'alvéoles tapissées de noir et présentant des œuvres diverses[17].

### Cette année-là
- Ouverture en Hollande d'un Bureau de recherches surréalistes à l'initiative du poète Her de Vries[18].

- À Milan, publication du premier numéro de la revue Front unique dirigée par Arturo Schwarz et Jean-Jacques Lebel qui, s'adressant à la jeunesse, l'invite à «faire triompher la rigueur surréaliste» dans le pays de la papauté[19].

### Œuvres
- Jean Arp
  - Le Petit Théâtre, sculpture[20]
- Fernando Arrabal
  - Baal Babylone, poèmes[21]
- André Breton

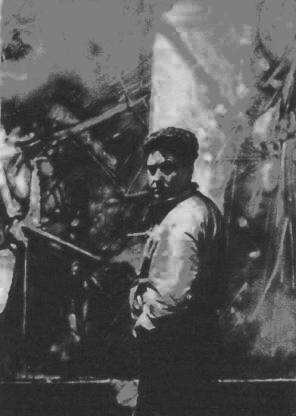
Roberto Matta

  - La Galvanisation, corset de dentelle rose collé sur une toile peinte à l'huile
  - Le Hasard objectif, objet : plaque de liège, ficelle et amande dans une boîte vitrée[22]
  - Minuit juste, poème-objet, bois, porte-jarretelle, métal (partiellement détruit)[23]
- André Breton & Elisa Claro
  - Bouquet, boîte surréaliste : liège et verre coloré assemblés dans une boîte en carton[24]
- André Breton & Joan Miró
  - Constellations, en regard de 22 gouaches répondent 22 textes automatiques prenant pour point de départ les sensations provoquées par ces gouaches : « Femme et oiseau. Le chat rêve et ronronne dans la lutherie brune. Il scrute le fond de l'ébène et de biais lape à distance le tout vif acajou. C'est l'heure où le sphinx de la garance détend par milliers sa trompe autour de la fontaine de Vaucluse et où partout la femme n'est plus qu'un calice débordant de voyelles en liaison avec le magnolia illimitable de la nuit. » [25]
- Elisa Claro
  - La Loi du vison boîte surréaliste[réf. nécessaire]
  - Méduse, sculpture
- Roberto Crippa
  - Personnage, huile sur toile[26]
- Paul Delvaux
  - Le Paradis terrestre, huile sur panneau d'isorel : projet pour la fresque du Palais des Congrès de Bruxelles[27]
- Marcel Duchamp
  - Boîte alerte (missives lascives), boîte à lettres en carton[28]
- Jean-Pierre Duprey
  - La Fin et la manière : « Une main rose clouée sur un objet noir… / Que reste-t-il, que reste-t-il ? / Du ciel, il n'est qu'un grand tissu froissé de revenants et / les yeux n'emplissent que les orbites du vide / Une araignée déplace la nuit, elle est le rêve d'une morte / Elle a en elle le sexe ouvert de la nuit et ses petits iront / noircir le sommeil des vivants / Un pas secret ferme le trou du silence / Et l'étoile pâlit. »[29]
- Yves Elléouët
  - Farder la nuit, tissu peint, fermeture éclair et miroir[30]
- Jane Graverol
  - La Promenade sentimentale, huile sur toile[31]
- Tom Gutt & Marcel Mariën
  - L'Imitation du cinéma, film (censuré)[32]
- Jacques Hérold
  - L'Initiatrice, huile sur toile[33]
- Marcel Jean
  - Histoire de la peinture surréaliste[34]
- Yves Laloy
  - La Couronne, huile sur toile[35]
- Robert Lebel
  - Sur Marcel Duchamp[36]
- René Magritte
  - Le Château des Pyrénées, huile sur toile[37]
- Maria Martins
  - Brûlant de ce qu'il brûle, sculpture[réf. nécessaire]
- Meret Oppenheim
  - Le Festin, installation et performance[38]
  - Le Spectateur vert ou quelqu'un qui regarde quelqu'un mourir, sculpture : huile et cuivre sur bois[39]
- Mimi Parent
  - Masculin/Féminin, matériaux divers : veste, chemise, cheveux, épingle à cravate[40]
- Max Walter Svanberg
  - Exposée aux flèches du Jamais-Vu, huile sur toile[41]
- Remedios Varo
  - Exploration des sources de l'Orinocque, huile sur toile[42]
  - Rencontre, huile sur toile[43]